# Pablo Emiro Salas Anteliz
Pablo Emiro Salas Anteliz (ur. 9 czerwca 1957 w Valledupar) – kolumbijski duchowny katolicki, arcybiskup Barranquilli od 2017.

## Życiorys
2 grudnia 1984 otrzymał święcenia kapłańskie i został inkardynowany do diecezji Valledupar. Pracował jako duszpasterz parafialny, był także m.in. delegatem biskupim ds. duszpasterstwa powołań oraz wikariuszem biskupim ds. duszpasterskich.
24 października 2007 został mianowany przez Benedykta XVI biskupem diecezji Espinal. Sakry biskupiej udzielił mu 2 grudnia 2007 biskup Oscar José Vélez Isaza. 
18 sierpnia 2014 papież Franciszek mianował go biskupem diecezji Armenia.
14 listopada 2017 został mianowany arcybiskupem metropolitą Barranquilli.